# Diocèse de la Manche
Cet article court présente un sujet plus développé dans : Diocèse de Coutances et Avranches, Ancien diocèse d'Avranches et Ancien diocèse de Coutances.
Le diocèse de la Manche ou, en forme longue, le diocèse du département de la Manche est un ancien diocèse de l'Église constitutionnelle en France.
Créé par la constitution civile du clergé de 1790, il est supprimé à la suite du concordat de 1801. Il couvrait le département de la Manche. Le siège épiscopal était Coutances.
- Notices d'autorité :   - VIAF
  - BnF (données)
  - IdRef